# Hvittingfoss
Hvittingfoss är en tätort i Kongsbergs kommun i Buskerud fylke i sydöstra Norge. Befolkningen uppgår till 1 103 invånare (2021). Ortnamnet betyder den 'vitforsande'.
Hvittingfoss är beläget vid en rad forsar i älven Numedalslågen, som tidigt användes för kvarnar och sågverk. Från 1870-talet tillkom ett träsliperi för tillverkning av pappersmassa. 1906 byggdes även ett pappersbruk. Pappersindustrin lades ned 1981. Ett kraftverk tillkom med fallhöjden 20 meter för 33,5 MW och årsproduktionen 135 GWh. I Hvittingfoss finns även en industri för tillverkning av bildelar som tillhör Kongsberg Automotive.
Hvittingfoss var slutstation för Holmestrand–Vittingfossbanen, en 30 km lång smalspårig (1,067 m) järnväg. Den öppnades 30 september 1902. En 6 km lång delsträcka var gemensam med Tønsberg–Eidsfossbanen. De fusionerades 1934 till A/S Vestfold Privatbaner. Persontrafiken till Hvittingfoss ställdes in 1931 och all trafik lades ned 1938. Banans huvudsakliga trafik gällde export av trämassa.
Hvittingfoss utgjorde tidigare centralort i dåvarande Ytre Sandsværs kommun.